# انتخابات الرئاسة الباكستانية 1965
انتخابات الرئاسة الباكستانية 1965 هي الانتخابات الرئاسية التي جرت في 2 فبراير 1965، لانتخاب رئيس باكستان، فاز بالانتخابات محمد أيوب خان.

## المرشحين
- فاطمة جناح
- أيوب خان